# Sonja Honecker

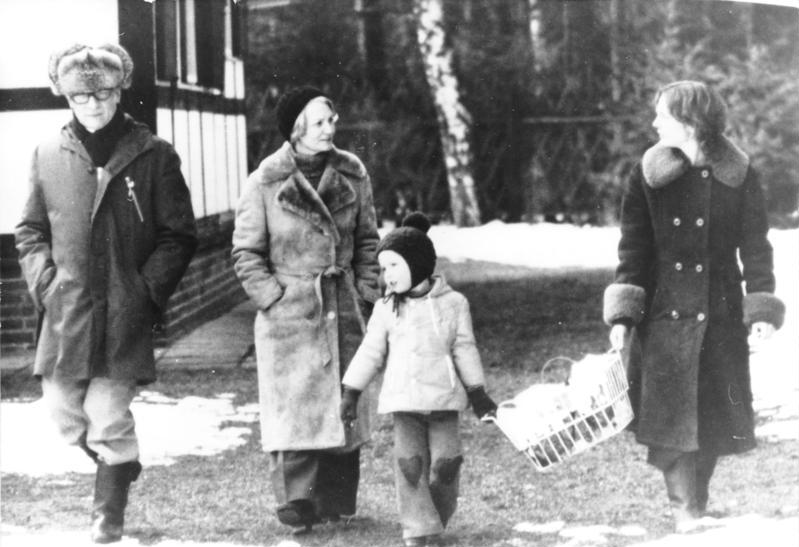
Erich, Margot und Sonja Honecker beim Spaziergang mit Sonja Honeckers Sohn Roberto (1977)

Sonja Honecker (geborene Sonja Feist, verheiratete Sonja Yáñez Betancourt, verkürzt Sonja Yáñez; * 1. Dezember 1952 in Ost-Berlin; † März 2022 in Santiago de Chile) war eine deutsche Informatikerin und die Tochter von Erich und Margot Honecker. Sie ließ sich im März 1990 angesichts des Zusammenbruchs der DDR zusammen mit ihrem chilenischen Ehemann und ihren Kindern im Heimatland ihres Mannes nieder und ermöglichte dadurch die spätere Aufnahme ihres Vaters in Chile.

## Leben

### DDR
Sonja Honecker wurde als Tochter von Erich Honecker und seiner Geliebten Margot Feist geboren. Ihr Vater lebte getrennt von seiner zweiten Ehefrau Edith Baumann, mit der er eine 1950 geborene Tochter hatte. Diese hielt zeitlebens engen Kontakt mit dem Vater und erhielt von ihm die gleiche Aufmerksamkeit wie Sonja. Nach der Scheidung des Vaters im Jahr 1953 heirateten ihre Eltern. Im Familien- und Freundeskreis wurde sie auch „Sonni“ genannt.
Honecker studierte nach ihrem Abitur von Ende der 1960er-Jahre bis Anfang der 1970er-Jahre an der Technischen Universität Dresden, wo sie einen Abschluss als Diplom-Ingenieurin für Informationstechnologie erreichte. Während ihres Studiums war sie, wiewohl durch die Eheschließung ihrer Eltern als eheliches Kind legitimiert, aus Anonymitätsgründen unter ihrem Geburtsnamen „Sonja Feist“ immatrikuliert.
Im Herbst 1971 lernte sie den Liedermacher Bernd Rump und dessen chilenischen Freund Leonardo Yáñez Betancourt (* 1950) kennen, der ebenfalls in Dresden studierte. Inzwischen in sein Heimatland zurückgekehrt, wurde Yáñez nach dem Putsch in Chile 1973 mit Hilfe des Auslandsgeheimdienstes der DDR gerettet und erhielt, wie viele verfolgte Chilenen, Asyl in der DDR. Er war später als Hochschuldozent für die Geschichte des Marxismus und Leninismus an der Humboldt-Universität in Ost-Berlin tätig. Das Paar heiratete 1974. Aus der Ehe gingen der Sohn Roberto (* 1974) sowie die Töchter Mariana (1985–1988) und Vivian (* 1988) hervor. Im Jahr 1984 promovierte Honecker an der Akademie für Gesellschaftswissenschaften beim ZK der SED mit einer Arbeit unter dem Titel Auswirkungen der kapitalistischen Anwendung der Mikroelektronik auf Beschäftigung und Qualifikation der Lohnarbeiter in Handel und Bankwesen der BRD zu einem techniksoziologischen Thema, das sich mit den Auswirkungen der Digitalisierung auf die Arbeitsverhältnisse im Handels- und Bankensektor in Westdeutschland beschäftigte; ihre Dissertation legte sie unter ihrem Ehenamen „Sonja Yáñez“ vor. Die im Oktober 1985 geborene Tochter Mariana starb im Januar 1988 an einem Virus, was für die Familie und besonders für Sonjas Vater ein traumatisierendes Ereignis war; die Trauer um seine Enkelin machte Erich Honecker fast arbeitsunfähig. Sonja selbst verfiel in eine Depression und bekam auf den Rat ihres Psychiaters hin ein weiteres Kind. Die Familie, die bis dahin in einer Dreiraumwohnung im zwölften Stock eines Plattenbaus in der Leipziger Straße mit Blick über die Berliner Mauer nach West-Berlin gelebt hatte, zog nach Vivians Geburt in das für Angehörige der Nomenklatura und Prominente neu errichtete Wohnquartier an der Otto-Grotewohl-Straße um, das zu den modernsten der DDR gehörte und hohen Wohnkomfort bot. Die Familie genoss Privilegien: So ist bei der Anschaffung von Kinderkleidung die persönliche Intervention von Erich Honecker bekannt, Baby- und Umstandskleidung konnte über den Dienstweg des DDR-Ministeriums für Außenhandel auch aus West-Berlin beschafft werden und beim Umzug schickte Erich Honecker Handwerker aus der Wandlitzer Regierungssiedlung nach Berlin, um die neue Wohnung seiner Tochter herzurichten. Die dabei eingebauten Sanitäranlagen aus westdeutscher Produktion ließ Sonja Honecker später durch DDR-Fabrikate ersetzen. Die Familie fuhr ab Oktober 1988 ein nur in kleiner Stückzahl produziertes Auto des Typs Wartburg 1.3 mit Sonderausstattung. Roberto Yáñez und Thomas Grimm schreiben ihr „eine nicht unbedeutende Rolle“ zu, wenn sie ihren Vater über Versorgungsmängel im Alltag der DDR-Bevölkerung informierte.

### Chile
Nachdem das Einreiseverbot ihres Mannes in Chile im Jahr 1987 aufgehoben worden war, fasste die Familie eine Umsiedlung nach Chile ins Auge, die allerdings politisch zunächst noch undenkbar erschien. Gegenüber ihren Eltern sprach sich Sonja Honecker seit 1988 für eine freie Ausreiseregelung aus der DDR aus, stieß damit aber bei ihrer Mutter auf schroffe Ablehnung. Nach dem Fall der Berliner Mauer wurden Sonja und Leonardo Yáñez arbeitslos und verloren mit dem Sturz des Vaters auch die Unterstützung durch das Versorgungssystem der Wandlitzer Politbürosiedlung, dem sie zuvor angeschlossen waren. Die Familie nahm eine UNHCR-Hilfsaktion in Anspruch, die chilenischen Flüchtlingen für begrenzte Zeit kostenlose Flüge für die Rücksiedlung zur Verfügung stellte, und floh im März 1990 vor den Umwälzungen in der DDR nach Santiago de Chile. Dort lebten sie zunächst in einem einfachen Holzhaus in der Gemeinde Ñuñoa. 1992 trennte sich Sonja Honecker von ihrem Mann, der zusammen mit dem gemeinsamen Sohn auszog, während die Tochter Vivian bei ihr blieb. 1993 folgte die Scheidung. Honecker arbeitete Anfang der 1990er-Jahre bei dem Sozialforschungsinstitut Avance des befreundeten sozialistischen chilenischen Politikers Osvaldo Puccio (* 1952), der von 1974 bis 1984 ebenfalls in der DDR im Exil lebte und ein Sohn des gleichnamigen Privatsekretärs von Salvador Allende ist.
In den langen und sehr komplizierten Verhandlungen zwischen dem chilenischen Präsidenten Patricio Aylwin und den diplomatischen Vertretern der Bundesrepublik Deutschland und der zerfallenden Sowjetunion bzw. der neu entstandenen Russischen Föderation, die der Aufnahme Erich Honeckers in Chile vorausgingen, spielte die Tatsache eine wichtige Rolle, dass Honecker in Chile kein Asyl gewährt werden durfte (was die deutsche Seite nicht akzeptiert hätte), sondern dass er die Familienzusammenführung mit seiner bereits in Chile lebenden Tochter und deren Familie anstrebte. Erich Honecker selbst stellte in einer Erklärung, die er am 12. Dezember 1991, dem Tag nach seiner Flucht in die chilenische Botschaft in Moskau, abgab, ausdrücklich klar, dass er „bis heute niemals politisches Asyl in Chile beantragt, sondern nur darum gebeten habe, mir die Einreise in dieses Land zu gestatten, um bei meiner Familie bleiben zu können.“
Im Juli 1992 empfing Sonja ihre aus Moskau kommende Mutter in Santiago und nahm sie zeitweilig in ihrem Haus in der Straße Los Almendros in Ñuñoa auf. Im Kontext der Übersiedlung ihres Vaters Erich nach Chile im Januar 1993 erhielt Sonja Honecker – Enthüllungen des Focus zufolge – finanzielle Unterstützung aus nicht offengelegten Quellen, deren angebliche Höhe sie aber dementieren ließ. Erich Honecker wurden nach dem Zeugnis seines Dolmetschers Diego Aguirre, der ihn während seiner Krankheit in Chile kontinuierlich begleitete, regelmäßig Umschläge überreicht, die möglicherweise Geld enthielten. Es gab ein von der Kommunistischen Partei Chiles mitgetragenes Solidaritätskomitee, das Honecker unterstützte und dem viele unter seiner Herrschaft in der DDR aufgenommene frühere Exilanten angehörten.
Fest steht, dass Sonja Honecker das knapp 5 km von ihrer damaligen Wohnung entfernte, 110 m² große Fünf-Zimmer-Haus in La Reina (▼) bauen ließ, in das ihre Eltern Anfang 1993 einzogen und in dem später ihre Mutter lebte. Es gehörte zu einem von kommunistischen Architekten geplanten Wohnanlagenprojekt mit acht Einheiten, das sich damals in der Entwicklung befand und bei dem Sonja Honecker ihre Eltern angemeldet hatte. Sie war auch als Eigentümerin des Hauses im Grundbuch eingetragen. Sonja und ihre Kinder zogen ein Jahr später ebenfalls nach La Reina in ein nur 2 km vom Haus ihrer Eltern entferntes kleines Backsteinreihenhaus in der Avenida Carlos Ossandón, das sie gleichfalls erworben hatte.
Ihr späteres Verhältnis zu ihrem Sohn Roberto, der nach dem Tod Erich Honeckers zu seiner Großmutter Margot zog, blieb nachhaltig gestört. Ihre Kontakte in die sogenannte Retornados-Szene der früheren chilenischen DDR-Exilanten flauten in den folgenden Jahrzehnten ab, was nach Aussage von Osvaldo Puccios Bruder Carlos (1954–2014) stärker von ihr und ihrer Mutter ausging als von den Chilenen. Zeitzeugen zufolge soll sie sich in Chile lange nicht heimisch gefühlt und nur schwer Arbeit gefunden haben und hauptsächlich wegen ihrer Tochter dort geblieben sein. Nach dem Tod Margot Honeckers 2016 wurde auch berichtet, Sonja Honecker sei nach Deutschland zurückgekehrt und habe wieder in Dresden gelebt. Sie starb im März 2022 im Alter von 69 Jahren in Santiago de Chile.

## Literarische Rezeption
Der Schriftsteller Hans Christoph Buch schrieb 1998 unter dem Titel Das Erdbeben in Chile: Eine wahre Geschichte eine an die Novelle Das Erdbeben in Chili von Heinrich von Kleist angelehnte kurze Erzählung, in der er die Lebensgeschichte von Sonja und Leonardo Yáñez verschlüsselt aufgreift. Die Geschichte erzählt von dem Liedermacher Geronimo Rugera, der 1973 nach dem Putsch in Chile von den Militärs zunächst festgesetzt wird und dann in die DDR ausreisen kann, weil er mit Josepha H. verlobt ist, der Tochter des Staatsratsvorsitzenden der DDR. Nach dem Ende der Militärdiktatur in Chile kehren Geronimo und Josepha nach Santiago de Chile zurück, wo Geronimo seine Frau und seine beiden Kinder wegen einer chilenischen Geliebten verlässt.